# Jakubské náměstí (Brno)
Jakubské náměstí (kdysi Za svatým Jakubem, později též Jakobplatz) je jedno z brněnských náměstí nacházející se v centru města, na sever od náměstí Svobody. Jeho výraznou dominantou je kostel svatého Jakuba ze 13. století, který zabírá většinu náměstí.

## Poloha
Jakubské náměstí se nachází několik desítek metrů severně od náměstí Svobody, hlavního brněnského náměstí. Spojnicí mezi oběma náměstími je Rašínova ulice, která vymezuje Jakubské náměstí ze západní strany a končí o několik desítek metrů dál u kostela svatého Tomáše. Na Rašínově ulici se nachází tramvajová trať, která tak de facto vede přes západní část Jakubského náměstí. Z východní strany je náměstí vymezeno ulicí Běhounskou, resp. křižovatkou Běhounské, Kozí a Jezuitské ulice.
Náměstí je z větší části zastavěno kostelem svatého Jakuba, jehož hlavní vchod vede z Rašínovy ulice. Náměstí má půdorys lichoběžníka s delšími stranami na severní a jižní straně.
V zastavěných částech je náměstí vymezeno bloky domů pocházejícími z doby brněnské asanace (přelom 19. a 20. století).

## Historie

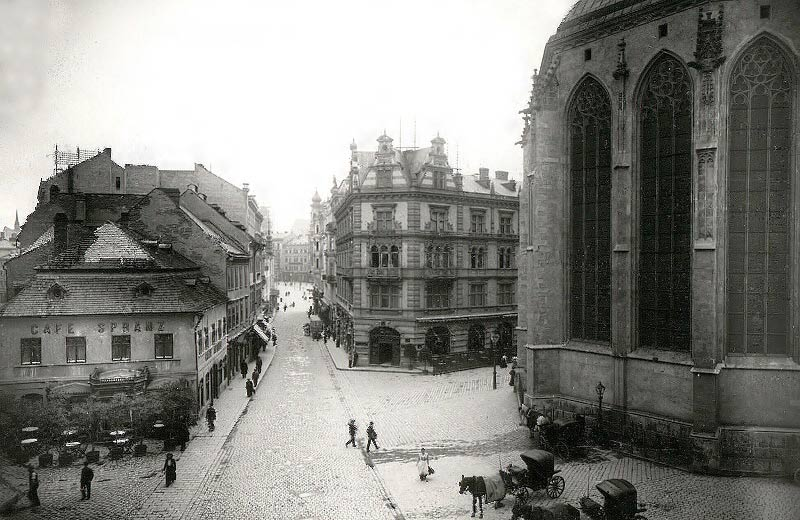
Východní část náměstí kolem roku 1900 (uprostřed Thonetův palác, vpravo zadní část kostela sv. Jakuba)

Vedle oblasti na severovýchod pod Petrovem představovalo přilehlé okolí kostela svatého Jakuba „druhé krystalizační jádro“ středověkého Brna. Kostel svatého Jakuba byl postaven v první čtvrtině 13. století a byl určen zejména pro německé obyvatelstvo (pro románsky hovořící obyvatelstvo byl určen kostel svatého Mikuláše na Dolním trhu (dnes náměstí Svobody)). Kolem kostela brzy vznikl hřbitov a postupně celkem šest kaplí. Hřbitov i kaple byly v osmdesátých letech 18. století zrušeny.
Po zániku hřbitova byla v těchto místech postavena běžná zástavba. V místech naproti kostela, kde kdysi stávala kaple svatého Mořice, vyrostla roku 1888 budova školy v novorenesančním stylu. I většina dalších domů, které v současnosti obklopují náměstí, pochází z této doby (tzv. brněnské asanace), v poslední době pak často procházející rekonstrukcí, u které je kladen důraz na citlivost a zachování původního rázů budov.

## Zlatá studna
Při archeologickém průzkumu v roce 2001 byla ve východní části náměstí objevena studna řečená Zlatá, která je v pramenech připomínána již v roce 1358. Zrušena byla nejspíše v 19. století. Vzhledem k významnosti nálezu bylo rozhodnuto deset metrů hlubokou studnu obnovit. Od podzimu roku 2007 se v místě studny nachází pískovcová nádrž se sochami hada a ptáka, z nichž tryská voda. Tato viditelná část studny byla postavena podle projektu architektů Petra Hrůši a Petra Pelčáka.

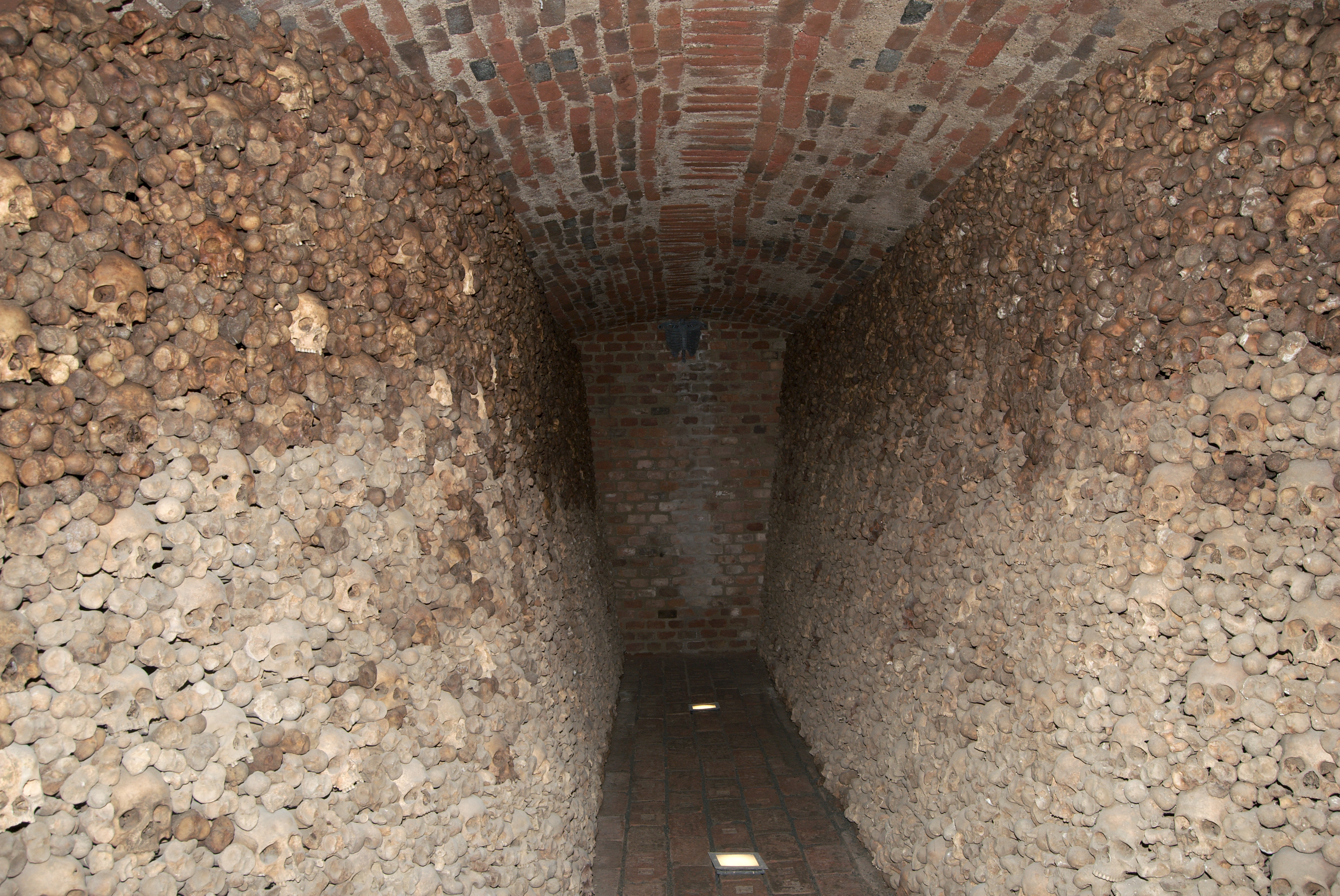
Kostnice v březnu 2010

## Kostnice
Při průzkumu v roce 2001 byla mimo studnu objevena i kostnice obsahující kosterní pozůstatky až 50 tisíc jedinců, což z ní činí druhou největší kostnici ve střední Evropě. V současné době je kostnice běžně veřejnosti přístupná. Návštěvníci se mohou podívat do tříkomorové krypty, kam byla ukládána především těla obětí středověkých nemocí a válečných událostí z období třicetileté války a švédského obléhání Brna.

## Kavárna Savoy

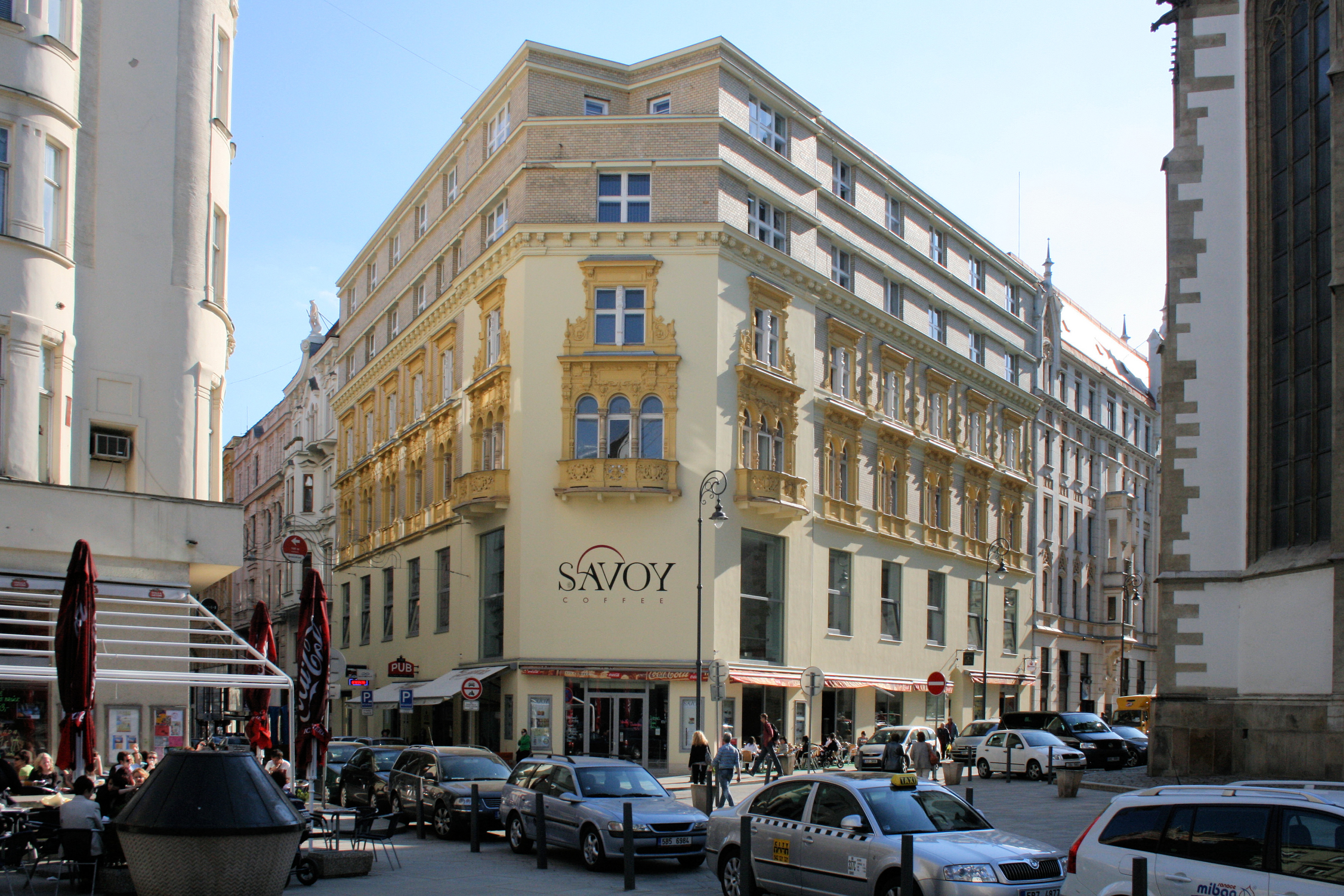
Obnovená kavárna Savoy

V roce 1929 byla část novorenesančního Thonetova paláce (na rohu Jakubského náměstí a Běhounské ulice) upravena ve funkcionalistickém stylu architektem Jindřichem Kumpoštem a vznikla zde vyhlášená kavárna Savoy s kapacitou až tisíc hostů. V padesátých letech byla přeměněna na obchod s textilní galanterií Výběr. V roce 2008 byla tou dobou již chátrající budova opravena a kavárna Savoy obnovena. Některé aspekty obnovy byly kritizovány z hlediska památkové péče pro necitlivost a neakceptování doporučení památkářů.

## Divadlo Bolka Polívky
Na Jakubském náměstí se také nachází „dům Jakub“, v němž od roku 1993 sídlí Divadlo Bolka Polívky, kde se mimo divadelních představení pořádají také hudební koncerty.